# Marco Carta

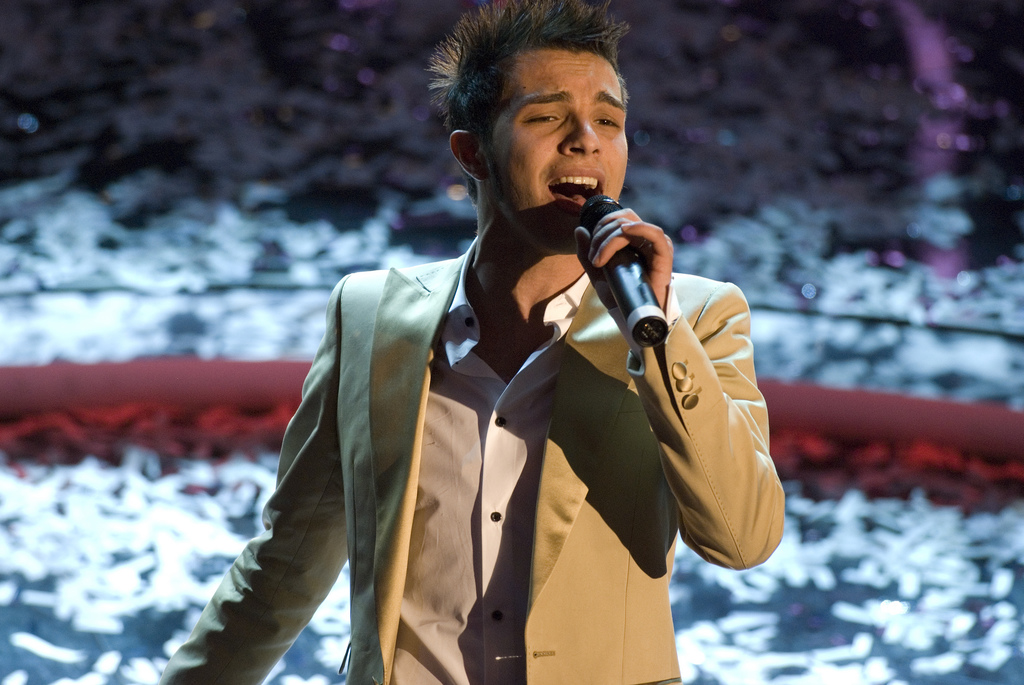
Marco Carta in Sanremo 2009

Marco Carta (* 21. Mai 1985 in Cagliari) ist ein italienischer Popsänger. Bekannt wurde er durch seine Siege bei der Castingshow Amici di Maria De Filippi 2008 und beim Sanremo-Festival 2009.

## Leben und Karriere
Schon als Kind war Marco Carta ein leidenschaftlicher Sänger. Nach dem Tod seiner Eltern wuchs er zusammen mit seinem Bruder bei seinen Großeltern mütterlicherseits auf. Er besuchte eine Berufsschule für Elektrotechnik und arbeitete später als Friseur im Salon seiner Tante. Als Sänger trat er nur im kleinen Rahmen auf. Ende 2007 schaffte es Carta durch die Castings zur siebten Staffel von Amici di Maria De Filippi. Am 16. April 2008 gewann er die Show und erhielt einen Plattenvertrag mit Warner. Die Single Ti rincontrerò kündigte im Sommer des Jahres das gleichnamige Debütalbum des Sängers an. Aus der folgenden Tournee ging das Livealbum In concerto hervor.
Mit dem Lied La forza mia nahm Carta am Sanremo-Festival 2009 teil und gewann es. Im Zuge der Festivalteilnahme erschien auch sein zweites Album La forza mia. Ein Jahr später veröffentlichte der Sänger das Album Il cuore muove; die erste Single daraus, Quello che dai, konnte die Spitze der italienischen Singlecharts erreichen. Mit Mi hai guardato per caso kündigte er 2012 hingegen sein viertes Album Necessità lunatica an. In diesem Jahr kehrte er auch zu Amici zurück und ging mit weiteren ehemaligen Teilnehmern in der Kategorie Big ins Rennen; schließlich landete er auf dem dritten Platz nach Alessandra Amoroso und Emma Marrone.
Im Jahr 2014 gelang Carta mit Splendida ostinazione ein weiterer Nummer-eins-Hit. Ende des Jahres veröffentlichte er die Merry Christmas EP mit bekannten Weihnachtsliedern. Nach weiteren Singleveröffentlichungen nahm der Sänger 2016 an der Realityshow L’isola dei famosi (italienische Version von Survivor) auf Canale 5 teil. Außerdem erschien sein fünftes Album Come il mondo. Ein Jahr darauf folgte das – wie schon der Vorgänger kaum beachtete – Album Tieniti forte, womit Cartas Plattenvertrag mit Warner auslief. 2018 outete sich der Sänger als homosexuell und kehrte als Gast zu Amici zurück, wo er seine neue Single Una foto di me e di te vorstellte, die das neue Album ankündigte. Dieses erschien unter dem Titel Bagagli leggeri.

## Diskografie

### Alben
| Jahr | Titel              | Höchstplatzierung, Gesamtwochen, AuszeichnungChartplatzierungen (Jahr, Titel, Platzierungen, Wochen, Auszeichnungen, Anmerkungen) | Höchstplatzierung, Gesamtwochen, AuszeichnungChartplatzierungen (Jahr, Titel, Platzierungen, Wochen, Auszeichnungen, Anmerkungen) | Anmerkungen               |
| Jahr | Titel              | IT | CH | Anmerkungen               |
| ---- | ------------------ | --- | --- | ------------------------- |
| 2008 | Ti rincontrerò     | IT3 (20 Wo.)IT | — | Warner                    |
| 2008 | In concerto        | IT10 (14 Wo.)IT | — | Warner Livealbum          |
| 2009 | La forza mia       | IT2 Platin · (36 Wo.)IT | CH62 (3 Wo.)CH | Warner Verkäufe: + 70.000 |
| 2010 | Il cuore muove     | IT2 Gold · (22 Wo.)IT | — | Warner Verkäufe: + 30.000 |
| 2012 | Necessità lunatica | IT2 (20 Wo.)IT | — | Warner                    |
| 2014 | Merry Christmas    | IT13 (5 Wo.)IT | — | Warner EP                 |
| 2016 | Come il mondo      | IT5 (7 Wo.)IT | — | Warner                    |
| 2017 | Tieniti forte      | IT5 (3 Wo.)IT | — | Warner                    |
| 2019 | Bagagli leggeri    | IT14 (2 Wo.)IT | — | Sony                      |

### Singles
| Jahr | Titel Album                                 | Höchstplatzierung, Gesamtwochen, AuszeichnungChartsChartplatzierungen (Jahr, Titel, Album, Platzierungen, Wochen, Auszeichnungen, Anmerkungen) | Anmerkungen                                    |
| Jahr | Titel Album                                 | IT | Anmerkungen                                    |
| ---- | ------------------------------------------- | --- | ---------------------------------------------- |
| 2008 | Per sempre Ti rincontrerò                   | IT44 (3 Wo.)IT |                                                |
| 2008 | Ti rincontrerò                              | IT11 (3 Wo.)IT |                                                |
| 2008 | Un grande libro nuovo Ti rincontrerò        | IT26 (2 Wo.)IT |                                                |
| 2009 | La forza mia                                | IT2 (15 Wo.)IT |                                                |
| 2009 | Dentro ad ogni brivido La forza mia         | IT7 (19 Wo.)IT |                                                |
| 2009 | Resto dell’idea La forza mia                | IT6 (9 Wo.)IT |                                                |
| 2009 | Imagine                                     | IT13 (1 Wo.)IT | Original von John Lennon                       |
| 2010 | Quello che dai Il cuore muove               | IT1 (4 Wo.)IT |                                                |
| 2010 | Niente più di me Il cuore muove             | IT15 (5 Wo.)IT |                                                |
| 2010 | Il cuore muove                              | IT70 (1 Wo.)IT |                                                |
| 2012 | Mi hai guardato per caso Necessità lunatica | IT6 Gold · (12 Wo.)IT | Verkäufe: + 15.000                             |
| 2012 | Io che amo solo te                          | IT12 (1 Wo.)IT | Original von Sergio Endrigo                    |
| 2012 | Si tú no vuelves                            | IT6 (1 Wo.)IT | Original von Miguel Bosé                       |
| 2012 | E penso a te                                | IT6 (1 Wo.)IT | Original von Bruno Lauzi                       |
| 2012 | Alta marea                                  | IT9 (2 Wo.)IT | Original von Crowded House                     |
| 2012 | Come se non fosse stato mai amore           | IT10 (2 Wo.)IT | Original von Laura Pausini                     |
| 2012 | Necessità lunatica                          | IT4 Gold · (9 Wo.)IT | Verkäufe: + 15.000                             |
| 2012 | Casualmente miraste                         | IT66 (1 Wo.)IT | spanische Version von Mi hai guardato per caso |
| 2013 | Scelgo me Necessità lunatica                | IT10 Gold · (17 Wo.)IT | Verkäufe: + 15.000                             |
| 2013 | Ti voglio bene Necessità lunatica           | IT10 (10 Wo.)IT |                                                |
| 2013 | Fammi entrare Necessità lunatica            | IT9 (13 Wo.)IT |                                                |
| 2014 | Splendida ostinazione Come il mondo         | IT1 Platin · (16 Wo.)IT | Verkäufe: + 30.000                             |
| 2015 | Ho scelto di no Come il mondo               | IT22 Gold · (11 Wo.)IT | Verkäufe: + 25.000                             |
| 2016 | Non so più amare Come il mondo              | IT38 (5 Wo.)IT |                                                |
| 2017 | Il meglio sta arrivando Tieniti forte       | IT47 (1 Wo.)IT |                                                |

## Belege
1. ↑  Offizielle Biografie (Memento vom 24. Dezember 2009 im Internet Archive). Warner Music Italy, abgerufen am 17. Dezember 2018.
2. ↑  Massimiliano Longo: Marco Carta torna ad Amici per presentare il nuovo singolo, e non solo… In: All Music Italia. 16. Dezember 2018, abgerufen am 17. Dezember 2018 (italienisch).
3. ↑  Alben von Marco Carta. In: Italiancharts.com. Hung Medien, abgerufen am 17. Dezember 2018.
4. 1 2 3 4 5 6 7  Auszeichnungsarchiv. Federazione Industria Musicale Italiana, abgerufen am 17. Dezember 2018 (italienisch).
5. ↑  Chartquellen (Singles):
  - Guido Racca & Chartitalia: Top 100 FIMI Singoli. Lulu, 2013, S. 77.
  - Archivio classifiche Top Singoli. FIMI, abgerufen am 17. Dezember 2018 (italienisch).

| Personendaten    | Personendaten           |
| ---------------- | ----------------------- |
| NAME             | Carta, Marco            |
| KURZBESCHREIBUNG | italienischer Popsänger |
| GEBURTSDATUM     | 21. Mai 1985            |
| GEBURTSORT       | Cagliari, Italien       |